# كلايس مالمبيرغ (ممثل)
كلايس مالمبيرغ (بالسويدية: Claes Malmberg)‏ هو ممثل سويدي، ولد في 8 أبريل 1961 بغوتنبرغ في السويد.

## وصلات خارجية
- كلايس مالمبيرغ على موقع IMDb (الإنجليزية)
- كلايس مالمبيرغ على موقع ميتاكريتيك (الإنجليزية)
- كلايس مالمبيرغ على موقع روتن توميتوز (الإنجليزية)
- كلايس مالمبيرغ على موقع ألو سيني (الفرنسية)
- كلايس مالمبيرغ على موقع ميوزك برينز (الإنجليزية)
- كلايس مالمبيرغ على موقع تيرنر كلاسيك موفيز (الإنجليزية)
- كلايس مالمبيرغ على موقع أول موفي (الإنجليزية)
- كلايس مالمبيرغ على موقع قاعدة بيانات الأفلام السويدية (السويدية)
- كلايس مالمبيرغ على موقع ديسكوغز (الإنجليزية)
- كلايس مالمبيرغ على موقع قاعدة بيانات الفيلم (الإنجليزية)